# Shortlist-Modell
Das Shortlist-Modell ist ein Modell der auditiven Worterkennung. Es wurde erstmals 1994 von Dennis Norris entwickelt.
Das Modell versucht, die psycholinguistischen Prozesse des lexikalen Zugriff und der Auswahl passender Wortkandidaten im Kontext abzubilden. Die Prinzipien des Modells basieren teilweise auf dem Kohortenmodell und seiner Weiterentwicklung TRACE.
Im Shortlist-Modell werden Phoneme durch Spracheingabe aktiviert. Wie bei COHORT wird signalgesteuert eine Kohorte passender Wortkandidaten je nach Passung im Kontext mehr oder weniger stark aktiviert. Diejenigen wenigen Kandidaten, die so stark aktiviert werden, dass sie miteinander in Wettbewerb treten, bilden die namensgebende Shortlist.
Das nachfolgende Merge-Modell baut auf den Prinzipien des lexikalischen Wettbewerbs und der Bottom-Up-Verarbeitung von Shortlist auf.

## Motivation
Die Motivation hinter der ursprünglichen Version von Shortlist war laut der Autoren, dass existierende Modelle ihre Entscheidungen nicht nachträglich ändern konnten, obwohl der darauffolgende Kontext dies erfordert. Das auf dem Konnektionismus beruhende TRACE-Modell war zwar in der Lage, den Kontext in die Entscheidungsfindung zu integrieren, allerdings argumentierte Norris, dass sein Aufbau weit von der Realität der menschlichen Spracherkennung entfernt sei. Ein weiterer Kritikpunkt am TRACE-Modell war auch die Duplizierung des gesamten Netzwerkes für jedes Input-Feature, was durch die Implementierung einer getrennten Kandidatengenerierung und Wettbewerbsphase in Shortlist umgangen wurde.

## Aufbau und Methode
Shortlist ist ein zweistufiges Modell: In der ersten Stufe werden lexikalische Kandidaten generiert, indem mit einer erschöpfenden lexikalischen Suche bis zu 30 mögliche Wörter für die gegebenen Phoneme ausgewählt werden (die Shortlist). Diese werden in der zweiten Stufe, der Wettbewerbsphase, in ein interaktives Netzwerk eingebunden, das die Wörter mit hemmenden Bindungen miteinander verbindet. Die Wörter konkurrieren über ihre Aktivierung, die davon abhängt, wie passend das Wort im Kontext ist. Folglich hemmt das Wort mit der höchsten Aktivierung die anderen Kandidaten, sodass das Wort, das am besten zum Input passt, erkannt wird. Dieser Prozess wird für jedes neue Phonem wiederholt.
Auch Wörter in verschiedenen Shortlists können miteinander konkurrieren, wenn sie sich in einem Wort überschneiden. So würden die Kandidaten 'ship' und 'shipping' in den ersten Phonemen im gehörten Wort 'ship inquiry' konkurrieren. Nachdem 'inquiry' allerdings die shortlist im vierten Phonem dominiert, wird 'shipping' der shortlist im ersten Phonem gehemmt, da sich das Wort mit 'inquiry' überschneidet. Die Bottom-up-Hemmung bewirkt, dass ein kontextuell passender Kandidat der nicht mehr zu den akustischen Informationen passt, wird seine Aktivierung verringert.
Durch den zweistufigen Aufbau kann Shortlist im Gegensatz zu TRACE ein realistisch großes Lexikon verwenden.

## Shortlist B
2008 wurde Shortlist B von Norris und James McQueen entwickelt, das statt auf diskreten Phonemen auf bayesianischen Prinzipien und Phonemwahrscheinlichkeiten basiert.
Diese Version von Shortlist basiert auf dem Modell von 1994 und teilt vier Annahmen mit diesem:
1. parallele konkurrierende Bewertung mehrerer lexikalischer Hypothesen
2. phonologisch abstrakte Repräsentationen
3. eine Feedforward-Architektur
4. ein lexikalischer Segmentierungsalgorithmus

Allerdings unterscheidet sich das Modell grundsätzlich in seiner Vorgehensweise von seinem Vorgänger: Anstelle von Prinzipien interaktiver Aktivierung basiert dieses Modell auf bayesianischen Prinzipien, und anstelle von diskreten Phonemen werden Sequenzen von mehreren Phonemwahrscheinlichkeiten für die Interpretation jedes lexikalischen Segments verwendet.